# Włodzimierz Mlak
Włodzimierz Mlak (* 9. Juni 1931 in Sosnowiec; † 10. April 1994 in Krakau) war ein polnischer Mathematiker.
Włodzimierz Mlak wurde 1958 unter Tadeusz Ważewski an der Jagiellonen-Universität promoviert. Mlaks Interesse galt der Funktionalanalysis. Er arbeitete am Institut für Mathematik der Polnischen Akademie der Wissenschaften und leitete die Krakauer Abteilung von 1971 bis 1989. Mlak hat das Lehrbuch Hilbert Spaces and Operator Theory verfasst, das 1987 in polnischer Sprache erschienen und seit 1991 auch in englischer Übersetzung verfügbar ist.
Włodzimierz Mlak wurde 1966 mit dem Stefan-Banach-Preis ausgezeichnet.